# North Ugie Water
Der North Ugie Water ist ein Fluss in der schottischen Council Area Aberdeenshire. Sein Oberlauf wird auch Lone Burn genannt.

## Verlauf

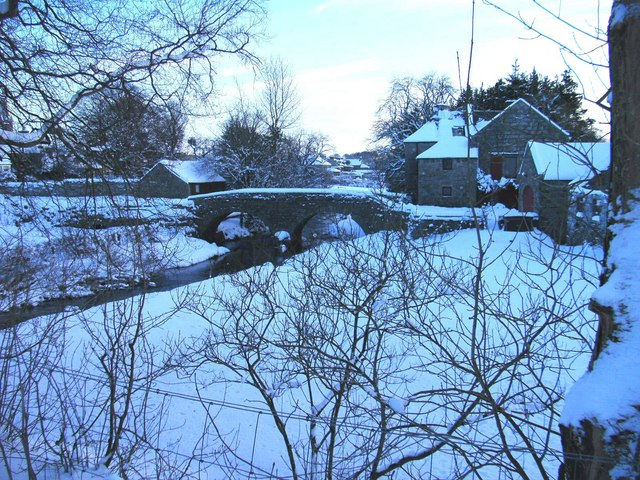
Old Bridge over North Ugie Water in Strichen

Die Quelle des Lone Burns befindet sich am Osthang des Windyheads Hills. Auf seinen ersten acht Kilometern fließt das North Ugie Water nach Südosten ab. Zwei Kilometer eine östliche Richtung verfolgend, knickt der Lauf abermals nach Südosten ab. Nach zwölf Kilometern tangiert das North Ugie Water die Ortschaft Strichen. Fetterangus nördlich passierend fließt das North Ugie Water nach einem Lauf von etwa 29 Kilometern rund zwei Kilometer nordöstlich von Longside mit dem South Ugie Water zusammen, um den Ugie zu bilden. Entlang seines Laufs nimmt das North Ugie Water verschiedene Bäche auf. Keiner von ihnen kann jedoch als bedeutender Zufluss bezeichnet werden.

## Brücken
Insgesamt überspannen sieben denkmalgeschützte Brücken das North Ugie Water. Von diesen befinden sich vier in Strichen. Im Nordwesten beginnend sind dies die Bridge over North Ugie Water (Querung der B9093), die Old Bridge over North Ugie Water, die Bridge over Ugie Water (Querung der A981) sowie die Roman Bridge. Weiter flussabwärts befinden sich die Old Bridge of Gaval, die New Bridge of Gaval sowie die Bridge of Rora. Neben der A981 quert mit der A952 eine weitere A-Straße das North Ugie Water. Des Weiteren quert die A98 den Lone Burn.

## Saint Fergus And North Ugie Water Canal
Um 1790 veranlasste James Ferguson den Bau des Saint Fergus And North Ugie Water Canals. Er sollte das am North Ugie Water gelegene Anwesen Pitfour mit der Nordseeküste bei St Fergus verbinden. Ziel war der Im Vergleich zu Pferdegespannen erleichterte Transport Muschelsands zum Düngen der Felder von Pitfour. Der Bau wurde jedoch um 1800 aufgegeben und nie vollendet. Auf Karten der Ordnance Survey sind erhaltene Überreste als Old Canal bezeichnet. Sie sind deutlich in der Landschaft als teils verfüllter Graben zu erkennen.
Der Kanal zweigte rund 120 Meter vor dem Zusammenfluss mit dem South Ugie Water links vom North Ugie Water ab. Er wurde isohypsenparallel auf etwa 20 Höhenmetern geführt, weshalb keine Schleusen oder Wehre erforderlich waren. Erhaltene Segmente legen nahe, dass der Kanal mit einer Breite von bis zu zehn Metern und einer Tiefe von etwa 1,3 Metern geplant war. Die Kanalbrücke über den Crooko Burn ist erhalten. Rund 110 Meter östlich der Brücke wurde der Kanal nach Bauende augenscheinlich verändert und nimmt dort einen Bach auf. Dies geschah vermutlich zur Wasserversorgung der Mühle eines nahegelegenen Gehöfts. Da dieser Abschnitt nach Bauende verwendet wurde, ist er besser erhalten als die übrigen Abschnitte.